# 吉姆·亨利
吉姆·亨利（英語：Jim Henry，1948年9月4日—），生于得克萨斯州圣安东尼奥，美国男子跳水运动员。他曾代表美国参加1968年夏季奥林匹克运动会跳水比赛，获得一枚铜牌。